# 東田正義
東田 正義（ひがしだ まさよし、1945年8月1日 - 2016年1月2日）は、奈良県桜井市出身の元プロ野球選手（外野手）。

## 経歴
御所工業では3年次の1963年に中堅手として春の選抜へ出場し、準々決勝に進むが、池永正明を擁する下関商業に敗退。同年の春季近畿大会では、決勝でエース戸田善紀を擁するPL学園高を降し優勝。夏の奈良大会でも決勝に進むが、高田高に惜敗。高校同期に捕手の元田昌義がいた。
高校卒業後は1964年に三重交通へ入社し、円子宏監督の指導を受ける。
1966年の産業対抗では日通浦和に補強され準々決勝に進出し、日本石油の平松政次から2安打を放つが先発の金田留広が6回に枝松道輝に同点本塁打を喫し、9回サヨナラ負けを喫した。この時のチームメイトに後にプロで同僚となる竹之内雅史がおり、クリーンアップを組んだ。
1967年の都市対抗では西濃運輸に補強されて出場し、本塁打や適時打を放ち活躍した。
同年のドラフト2位で西鉄ライオンズに入団。
1968年から59試合に出場し、8本塁打を放つ。
1969年は右翼手、左翼手として71試合に先発出場、17本塁打を記録する。
1970年には初の規定打席（24位、打率.233）に到達。
1971年は打率.284（16位）、23本塁打と自己最高の成績を挙げた。
1973年まで外野手のレギュラーを守る。
1974年には故障もあって後半戦は欠場が多かった。東田は弱体化するライオンズの中で、中西太や豊田泰光を中心とした野武士野球の後継者として期待された。特に竹之内とはクリーンアップを組むことも多く、「トンタケコンビ」と呼ばれてファンに親しまれた。1971年・1972年と2年連続でオールスターに出場し、1972年には西鉄球団最後の4番打者を務めた。東田自身も、広角に打ち分ける長打が持ち味で右打者ながら左腕は得意ではなかったが、サブマリンだけは得意であった。その後は監督やコーチではなく、フロントに打撃を指摘されて出場機会を減らすことになる。1974年オフに白仁天とのトレードで、日本ハムファイターズへ移籍。
1975年には打ち合いを目的として指名打者制度がパ・リーグに導入されたが、3月8日に長崎県佐世保市で行われた古巣・太平洋とのオープン戦で日本プロ野球史上初の指名打者を江藤愼一と共に務め、四番打者で2打数2安打1打点の結果を残した。東田も竹之内の残る太平洋に強く、他の試合では疲れて結果が出なかったくらい打ちまくった。このとき東田は、太平洋ファンから「ぶつけろ!」と言われた時は腹が立って「好きで出たわけじゃない!」と怒鳴り返した。
日本ハムでは84試合に出場するものの、オフには村上雅則・後藤和昭とトレードされ、　1976年には阪神タイガースへ移籍。開幕から田淵幸一、ハル・ブリーデンの後の6番打者として起用され、7月中旬まで3割に近い高打率を維持。その後は腰痛のため失速したが、12本塁打を放つなどパンチ力が健在であることを示し、特に巨人戦に滅法強かった。
1977年も今までと同程度の成績を残すが、腰痛の悪化と吉田義男監督との確執もあり、同年オフに現役を引退。
引退後は郷里の桜井で保険代理業を営む傍ら、　少年野球チーム「橿原コンドル」監督も務め、関本賢太郎・庄田隆弘らを指導した。
2016年1月2日、膀胱がんのため桜井市の自宅で死去した。70歳没。

## 詳細情報

### 年度別打撃成績
| 年 度      | 球 団       | 試 合 | 打 席 | 打 数 | 得 点 | 安 打 | 二 塁 打 | 三 塁 打 | 本 塁 打 | 塁 打 | 打 点 | 盗 塁 | 盗 塁 死 | 犠 打 | 犠 飛 | 四 球 | 敬 遠 | 死 球 | 三 振 | 併 殺 打 | 打 率 | 出 塁 率 | 長 打 率 | O P S |
| ---------- | ----------- | ----- | ----- | ----- | ----- | ----- | -------- | -------- | -------- | ----- | ----- | ----- | -------- | ----- | ----- | ----- | ----- | ----- | ----- | -------- | ----- | -------- | -------- | ----- |
| 1968       | 西鉄 太平洋 | 59    | 157   | 139   | 19    | 27    | 3        | 0        | 8        | 54    | 18    | 4     | 2        | 0     | 1     | 16    | 0     | 1     | 43    | 3        | .194  | .282     | .388     | .671  |
| 1969       | 西鉄 太平洋 | 90    | 290   | 261   | 34    | 66    | 11       | 0        | 17       | 128   | 37    | 1     | 0        | 1     | 2     | 22    | 2     | 4     | 44    | 10       | .253  | .321     | .490     | .811  |
| 1970       | 西鉄 太平洋 | 124   | 494   | 450   | 43    | 105   | 17       | 2        | 13       | 165   | 48    | 6     | 2        | 1     | 3     | 36    | 0     | 4     | 75    | 12       | .233  | .296     | .367     | .663  |
| 1971       | 西鉄 太平洋 | 125   | 485   | 444   | 53    | 126   | 16       | 1        | 23       | 213   | 58    | 5     | 5        | 0     | 2     | 38    | 4     | 0     | 53    | 7        | .284  | .340     | .480     | .820  |
| 1972       | 西鉄 太平洋 | 114   | 428   | 377   | 44    | 103   | 16       | 3        | 9        | 152   | 42    | 3     | 4        | 0     | 6     | 41    | 0     | 4     | 57    | 14       | .273  | .351     | .403     | .754  |
| 1973       | 西鉄 太平洋 | 114   | 427   | 387   | 41    | 101   | 15       | 1        | 16       | 166   | 51    | 4     | 4        | 0     | 2     | 35    | 4     | 3     | 48    | 6        | .261  | .327     | .429     | .756  |
| 1974       | 西鉄 太平洋 | 65    | 204   | 178   | 15    | 33    | 3        | 0        | 8        | 60    | 17    | 1     | 2        | 0     | 0     | 25    | 1     | 1     | 39    | 9        | .185  | .289     | .337     | .626  |
| 1975       | 日本ハム    | 84    | 294   | 259   | 35    | 65    | 12       | 1        | 8        | 103   | 29    | 3     | 1        | 0     | 3     | 28    | 2     | 4     | 36    | 8        | .251  | .333     | .398     | .731  |
| 1976       | 阪神        | 121   | 385   | 352   | 31    | 87    | 15       | 1        | 12       | 140   | 34    | 1     | 5        | 0     | 2     | 27    | 1     | 3     | 52    | 13       | .247  | .306     | .398     | .704  |
| 1977       | 阪神        | 57    | 196   | 183   | 20    | 50    | 5        | 3        | 9        | 88    | 17    | 0     | 1        | 0     | 0     | 13    | 0     | 0     | 27    | 5        | .273  | .321     | .481     | .802  |
| 通算：10年 | 通算：10年  | 953   | 3360  | 3030  | 335   | 763   | 113      | 12       | 123      | 1269  | 351   | 28    | 26       | 2     | 21    | 281   | 14    | 24    | 474   | 87       | .252  | .320     | .419     | .739  |

- 西鉄（西鉄ライオンズ）は、1973年に太平洋（太平洋クラブライオンズ）に球団名を変更

### 記録
初記録
- 初出場：1968年6月13日、対阪急ブレーブス10回戦（平和台球場）、8回裏に伊藤光四郎の代走で出場
- 初先発出場：1968年8月3日、対南海ホークス15回戦（大阪スタヂアム）、7番・右翼手で先発出場
- 初安打・初本塁打・初打点：1968年8月13日、対近鉄バファローズ16回戦（平和台球場）、6回裏に伊藤光四郎の代打で出場、小野坂清から左越ソロ

節目の記録
- 100本塁打：1975年8月28日、対太平洋クラブライオンズ後期12回戦（平和台球場）、6回表に東尾修から左中間へソロ ※史上85人目

その他の記録
- オールスターゲーム出場：2回 （1971年、1972年）[注 1]

### 背番号
- 22（1968年 - 1974年）
- 29（1975年）
- 2（1976年 - 1977年）